# Matsue
Matsue (松江市, Matsue-shi) és la capital de la prefectura de Shimane, a la regió de Chūgoku, illa de Honshu, al Japó. És un important centre comercial, un punt d'encreuament de rutes de comunicació terrestres i aquàtiques.
És anomenada la ciutat de l'aigua, ja que s'hi troba el llac Shinji, el setè llac més gran del Japó. També prop d'aquesta ciutat es troba el Izumo Taisha, considerat el santuari Shinto més antic i un dels més importants al Japó.
La ciutat de Matsue va ser fundada l'1 d'abril de 1889; posteriorment el 31 de març de 2005 els pobles de Kashima, Mihonoseki, Shimane, Shinji, Tamayo i Yatsuka i la vila de Yakumo del districte de Yatsuka es fusionen amb la ciutat de Matsue.
Dins de la ciutat es troba el Castell Matsue, un dels pocs castells medievals que roman dempeus.
També en aquesta ciutat va romandre l'autor Lafcadio Hearn entre 1890 i 1891; la seva casa és ara un museu biogràfic i lloc turístic de la ciutat.

## Ciutats agermanades
- Hangzhou, República Popular de la Xina
- Nova Orleans, Estats Units
- Dublín, Irlanda
- Yinchuan, República Popular de la Xina
- Jinju, Corea del Sud
- Jilin, República Popular de la Xina